# Christine Gabillard
Christine Gabillard, född 2 januari 1970, är en fransk bågskytt. Hon deltog vid olympiska sommarspelen 1992.